# Comuna Martaza, Tatarbunar
Martaza (în ucraineană Рибальське, transliterat: Rîbalske) este o comună în raionul Tatarbunar, regiunea Odesa, Ucraina, formată din satele Balabanca și Martaza (reședința).

## Demografie
Componența lingvistică a comunei Martaza
     Ucraineană (98,95%)
     Alte limbi (1,05%)
Conform recensământului din 2001, majoritatea populației comunei Martaza era vorbitoare de ucraineană (98,95%), existând în minoritate și vorbitori de alte limbi.